# Grotte de Praileaitz

Plan de la grotte

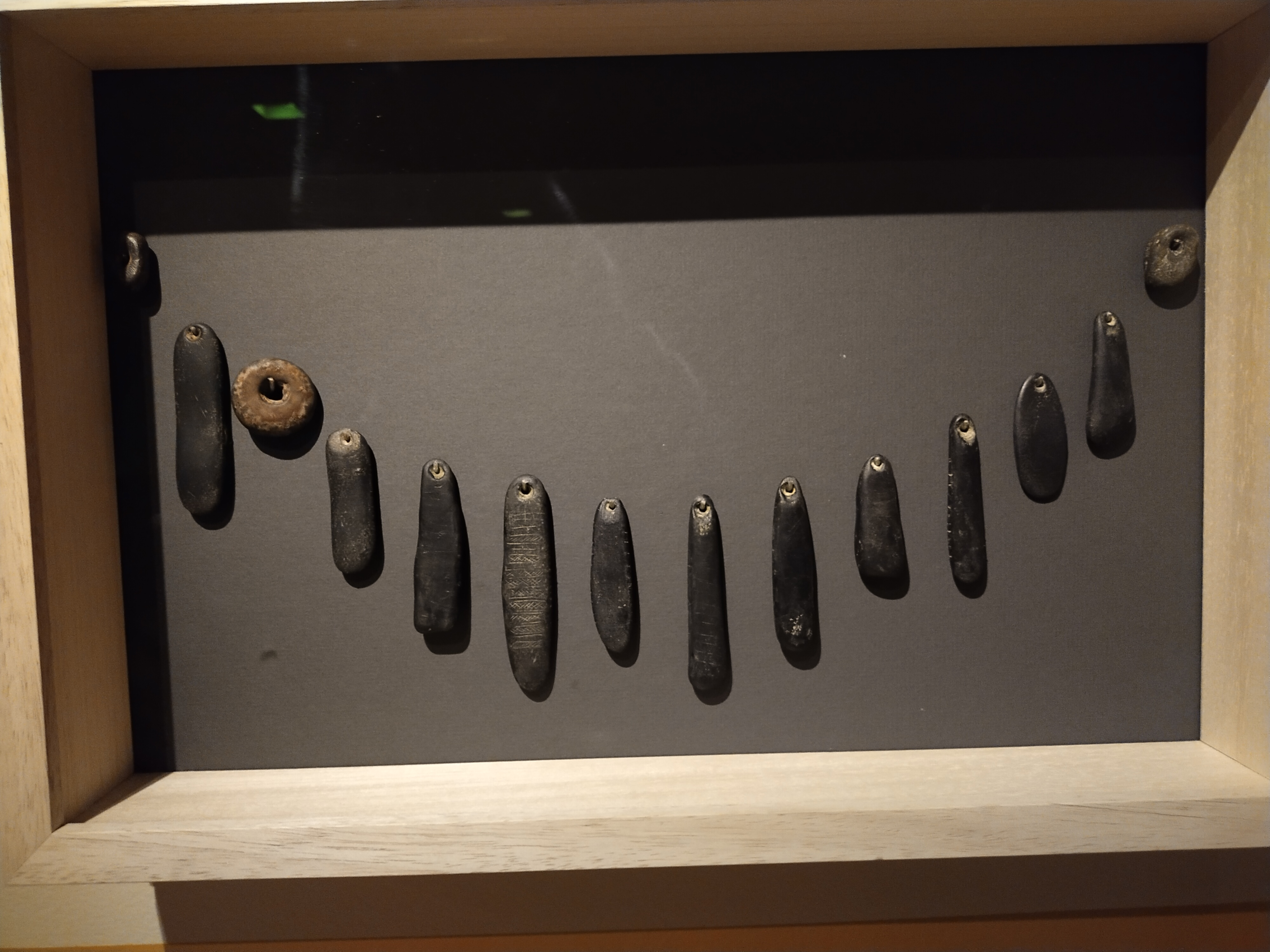
Industrie lithique de Praileaitz

La grotte de Praileaitz est une grotte ornée et un site préhistorique situé dans la commune de Deba, dans la province du Guipuscoa, dans la communauté autonome du Pays basque, en Espagne,. On y a découvert un ensemble de peintures pariétales à base de rayures et de points, ainsi que 29 figures attribués au Magdalénien. Des outils lithiques datés sur une période comprise entre 120 000 et 40 000 ans avant le présent (AP) ont également été découverts, qui montrent la présence successive dans la grotte de l'Homme de Néandertal et d'Homo sapiens. La grotte a été classée Bien d'intérêt culturel.

## Historique
La grotte de Praileaitz a été découverte par Mikel Sasieta et Juan Arruabarrena en 1983. Les premières fouilles de la section Praileaitz I ont été réalisées début 2000 par la Société des sciences Aranzadi, sous la direction de l'archéologue Xabier Peñalver. Début aout 2006, les fouilles ont permis de découvrir plusieurs peintures pariétales.

## Art pariétal
Il s'agit d'un ensemble iconographique non figuratif constitué de petits groupes de points rouges, isolés ou formant une série. Les chercheurs ont estimé que ces peintures avaient été réalisées il y a environ 18 000 ans.

## Art mobilier
La grotte a également livré un ensemble inhabituel d'art mobilier sur galets, avec des formes abstraites qui, dans un cas, ont suggéré aux chercheurs qu'elles ressemblaient aux figurines de Vénus paléolithique trouvées ailleurs en Europe. Les galets ont été datés du Magdalénien.

## Risques de dommages
La grotte est située à côté de la carrière de Sasiola, ce qui représente une menace pour la conservation des peintures. Le 24 mai 2007, la Société scientifique Aranzadi a proposé la création d'une vaste zone de protection autour de la grotte.
Le 17 juillet 2007, le gouvernement basque a adopté un décret établissant une zone de protection de 50 m autour du sanctuaire pariétal. Ce niveau de protection a été jugé insuffisant par la Société scientifique Aranzadi, chargée des fouilles archéologiques et de l'étude des peintures pariétales.